# Psychiatriereform
Die Psychiatriereform ist ein bis heute andauernder Prozess der Umstrukturierung der psychiatrischen Versorgung und Betreuung in Deutschland. Als Ausgangspunkt für die Psychiatriereform in Deutschland wird heute die 1975 veröffentlichte Psychiatrie-Enquête („Bericht über die Lage der Psychiatrie in der Bundesrepublik Deutschland“) gesehen.
Seit Beginn der 1970er Jahre wurden in verschiedenen europäischen Ländern und Nordamerika Psychiatriereformen versucht. Radikalste Ausmaße nahmen diese Reformbestreben in Italien an, wo 1978 das Gesetz 180 („Legge centottanta“) verabschiedet wurde, das unter anderem die Auflösung aller psychiatrischen Anstalten in Italien vorschrieb und die psychiatrischen Konzepte von psychischen Erkrankungen in Frage stellte.

## Begleitende bzw. vorausgehende Reformprozesse
Die Einführung der Neuroleptika in den 1950er Jahren brachte eine Alternative zu vorherigen Behandlungsmethoden wie Eisbädern und Elektroschocks. Gleichzeitig formierte sich die Antipsychiatrie-Bewegung, die die traditionelle psychiatrische Behandlung grundlegend infrage stellte. Erst in der Mitte der 1970er Jahre wurden unter anderem in der Psychiatrie-Enquête die Verbrechen an psychisch erkrankten Patienten im nationalsozialistischen Deutschland aufgearbeitet. Besonders bekannt sind inzwischen die Zwangssterilisationen und die Ermordung psychisch kranker Menschen in der Aktion T4.
Es begann die Bildung einer Lobby für Psychiatrie-Erfahrene. Es wurden Organisationen von Betroffenen und Angehörigen gebildet. Der öffentliche Austausch über Erkrankungen und Behandlungen begann in Foren wie Psychoseseminaren, Selbsthilfegruppen für Betroffene und Angehörige sowie im Internet und in Zeitungen. Gezielte Kampagnen zur Aufklärung und gegen Stigmatisierung und Ausgrenzungen von psychisch Erkrankten wurden veröffentlicht. Unter dem Motto „Experten aus Erfahrungen“ wurden Psychiatrie-Erfahrene als Genesungsbegleiter und Dozenten eingesetzt.

## Kritik an der traditionellen Psychiatrie
Die Vertreter einer Psychiatriereform in Deutschland prangerten die Zustände in den psychiatrischen Großkrankenhäusern der damaligen Zeit an. Hauptkritikpunkte: Es handele sich um eine „Ausgrenzungs-“ und „Verwahrpsychiatrie“, in der katastrophale, menschenunwürdige Zustände herrschten. Die Patienten würden, teilweise lebenslang, gesellschaftlich isoliert, entmündigt und lediglich verwahrt, anstatt behandelt und rehabilitiert zu werden.

## Psychiatrie-Enquête (1975)
In der Psychiatrie-Enquête von 1975 wurden diese Kritikpunkte bestätigt und schwerwiegende Mängel in der damaligen psychiatrischen Versorgung festgestellt. Dazu gehörte die Unterbringung der Patienten in großen, oft überbesetzten Schlafsälen, die keine Privatsphäre erlaubten und sich negativ auf die Erkrankungen auswirkten. In den psychiatrischen Großkrankenhäusern herrschte ein gravierender Personalmangel sowohl im ärztlichen als auch im pflegerischen Bereich. Sozialarbeiter wurden kaum eingesetzt. Außerdem war das Pflegepersonal für die besonderen Aufgabenstellungen in der Betreuung von Psychiatriepatienten ungenügend qualifiziert.
Die psychiatrischen Kliniken lagen meist in abgelegenen Gegenden, was die Vor- und Nachsorge stationärer Aufenthalte, die Aufrechterhaltung familiärer Bindungen und die soziale Einbindung der Patienten erschwerte, und waren mit öffentlichen Verkehrsmitteln schwer erreichbar. Zu den Kritikpunkten gehörten auch die langen Verweildauern der Patienten in den Kliniken. Bei über 30 % der Patienten betrug sie über 10 Jahre. Strukturen zur vorhandenen Rehabilitation der Patienten und zu ihrer Wiedereingliederung in einen Alltag nach der stationären Betreuung waren nicht vorhanden.

## Ziele
Als Ziele der Psychiatriereform wurden sowohl medizinische als auch institutionelle Veränderungen und psychosoziale Verbesserungen formuliert. Ein Schwerpunkt der medizinischen Zielsetzung bestand im Abbau von Langzeitmedikationen und der Verbesserung der Medikation im Interesse zunehmender Nebenwirkungsfreiheit.
Psychosoziale Zielsetzungen waren die Enthospitalisierung der Langzeitpatienten, die Therapie und Rehabilitation anstelle der bisherigen Verwahrung und die Gleichstellung psychisch Kranker mit körperlich Kranken. Zu einer bedarfsgerechten Versorgung aller psychisch Kranken wurde eine gemeindenahe vor stationärer Versorgung angestrebt, die Vermeidung oder Verkürzung stationärer Aufenthalte und der Auf- und Ausbau von ambulanten Hilfsangeboten im Lebensumfeld der Patienten und ihrer Familien. Ergänzend zu den psychiatrischen Kliniken sollten verstärkt psychiatrische Abteilungen an Allgemeinkrankenhäusern eingerichtet werden. Ergänzt werden sollten diese Maßnahmen durch den Ausbau von Selbsthilfe-Netzwerken psychisch Kranker und durch eine bessere Kooperation und Koordination aller Versorgungsdienste.

## Errungenschaften
Die Psychiatriereform bewirkte eine Verringerung der Bettenzahl in den psychiatrischen Krankenhäusern, eine verbesserte Personalausstattung mit einem höheren Betreuungsschlüssel, wobei auch Psychologen, Sozialarbeiter, Ergotherapeuten und Künstlerische Therapeuten einbezogen wurden. Ausgebaut wurde das Angebot an ambulanten Diensten wie den Sozialpsychiatrischen Diensten und tagesstrukturierenden Einrichtungen. Zur Verwirklichung arbeitsrehabilitierender Maßnahmen trugen auch rechtliche Rahmenbedingungen bei wie z. B. Arbeitsgelegenheiten mit Mehraufwandsentschädigung, dem sogenannten Zuverdienst und Integrationsprojekte.
Betreute Wohnmöglichkeiten wurden angeboten, die sich in Heime, betreute Wohngemeinschaften und einzelbetreutes Wohnen differenzieren lassen.
Der Aufbau von psychiatrischen Abteilungen an Allgemeinkrankenhäusern ermöglichte eine teilweise Regionalisierung der stationären Versorgung und insgesamt eine Verkürzung stationärer Aufenthalte.

## Abgrenzung der Enquête zur Antipsychiatrie
Die Abgrenzung der Reform und der Enquête-Kommission von der Antipsychiatrie-Bewegung besteht in der grundsätzlichen Anerkennung der Realität von psychischen Erkrankungen sowie der Notwendigkeit von Diagnosen, stationären Aufenthalten und  medikamentöser Behandlung in bestimmten Fällen.
Die Psychiatrie wird als Dienstleister und als Instrument zur Behandlung und Heilung einer Erkrankung angesehen, während die Antipsychiatrie in der Psychiatrie häufig vor allem eine ordnungschaffende Instanz, ein gesellschaftliches Instrument zur Bestrafung oder zur Korrektur von gesellschaftlicher Unangepasstheit sieht.